# Кефисос
Кефисос (на гръцки: Κηφισός) или Кефис (в миналото е била наричана Мавронери по името на един от изворите си) е най-дългата и пълноводна река в Беотия, Гърция; част от горното поречие на реката е във Фтиотида.
Наречена е на речния бог от древногръцката митология Кефис (гр. Κήφισος).

## Води
Реката има водосборен басейн от 1875,9 кв. км.
Най-пълноводният приток на реката извира от северните склонове на планината Парнас, а най-дългият - от планината Гиона.
В миналото реката се е оттичала само в Егейско море (в Евбейския залив), посредством едноименното й езеро , но водите ѝ са отклонени за напояване и към съществуващото езеро Илики (на албански – Ликери).

## История
Поречието на реката представлява плодородна равнина. Там се провежда известната Битка при Кефис , в която на 15 март 1311 г. се сблъскват армията на херцогство Атина и силите на Каталонската компания и в резултат за около 70 години Атинското херцогство става васално на Арагонската корона.